# Prometopidia arenosa
Prometopidia arenosa là một loài bướm đêm trong họ Geometridae.